# Bionda sottochiave
Bionda sottochiave  è un film del 1939 diretto da Camillo Mastrocinque.

## Produzione
Prodotto da Fabio Franchini per FARO Film, la pellicola fu girata a Cinecittà per uscire nelle sale il 18 giugno 1939.

## Trama
Per poter girare un film, un famoso regista di Hollywood si mette alla ricerca di una nuova attrice, la trova riprodotta in un disegno di copertina di una nota rivista illustrata, si reca presso la redazione del giornale ed offre la somma di 2000 dollari, per ottenere l'originale della foto.
Nella redazione nessuno conosce la ragazza, ma vista la somma offerta, tutti si mettono alla ricerca dell'originale, credendo di trovarla nei panni della fidanzata di uno scrittore, la contattano e cercano di presentarla al regista, ma lo scrittore si oppone in tutti i modi, solo alla fine i ricercatori scoprono che la modella è la dattilografa della redazione, che riuscirà finalmente a cambiare la sua vita verso il successo cinematografico, mentre i due fidanzati, ritrovata la serenità, potranno tranquillamente sposarsi.

## La critica
Francesco Callari, nelle pagine di Film del 9 dicembre 1939 « Il soggetto come si sa è di Zavattini, l'umorista assoluto. Qui di fantasia non c'è solo quella filtrata di Zavattini, ma quella speciosa e intelligente di Mastrocinque. Poiché bisogna pur dirlo, il soggetto è cresciuto e s'è rinforzato nelle trovate aggiunte, che sono graduali e in crescendo. Ai personaggi di questo film ci si può interessare non affezionare. È perciò che il pubblico, della prima in qualche punto, ha dissentito in definitiva urtato dall'intelligenza del film stesso, perché i fatti e le parole non vi erano ruminati come nella generalità degli altri film italiani. Ma una battaglia così coraggiosa e aperta come questa ingaggiata da Mastrocinque bisogna continuarla..»